# Murtas
Murtas er en by og kommune i det sydøstlige Spanien i provinsen Granada. Den har et indbyggertal på 437 (2024) indbyggere.